# Georges Pachymère
Georges Pachymère ou plus exactement Pachymérès (grec : Γεώργιος Παχυμέρης ; né en 1242, mort vers 1310) est un homme d’Église, juge et professeur de droit, ainsi qu’un écrivain et historien byzantin. Né à Nicée en Asie Mineure mais s’étant installé à Constantinople après la reconquête (1261), il laisse un nombre impressionnant d’œuvres dans des domaines fort divers ; son ouvrage le plus connu est les Relations historiques, qui demeure une source importante d’information sur les règnes de Michel VIII et d’Andronic II.

## Biographie
Né à Nicée en Bythinie (Turquie d’aujourd’hui) où sa famille avait trouvé refuge après la prise de Constantinople par les croisés en 1204, Georges Pachymérès retourna à Constantinople après sa reconquête par Michel VIII Paléologue en 1261 où il étudia le droit sous la direction de Georges Akropolite. Entré dans les ordres, il fut reçu diacre et enseigna à partir de 1277 en qualité de didaskalos tou apostolou (« enseignant des Épitres »). Il fut promu par la suite à la fonction ecclésiastique de protekdikos et civile de dikaiophilax,.
Grâce à ses fonctions officielles, il eut accès à de nombreuses sources qui lui permirent d’écrire l’histoire de l’empire depuis la naissance d’Andronic II en 1259 jusqu’à la retraite du dernier aventurier catalan en 1308. En plus d’écrire l’histoire politique d’un empire en plein déclin, Pachymérès se passionna pour les questions religieuses qui secouaient la société. « Il semblait que ces hommes, se détournant avec horreur des évènements catastrophiques qui caractérisaient la vie politique de l’empire trouvaient leur consolation et leur soulagement dans des recherches abstraites sur les problèmes de dogme religieux qui agitaient alors tous les esprits. Très attaché à la tradition grecque, il s’opposa fermement à l’Union avec l’Église de Rome,.
On ignore la date de sa mort. Mais la fin des Relations historiques en 1308, alors qu’il était âgé de soixante-six ans, semble indiquer qu’il serait mort peu après cette date, soit vers 1310.

## Œuvre
Même s’il est surtout connu comme historien, Pachymérès rédigea des traités de rhétorique et de théologie, ainsi qu’un résumé de la philosophie d’Aristote et un manuel des quatre sciences qui formaient le quadrivium.

### LesRelations historiques
Son œuvre la plus importante, les Relations historiques (Χρονικὴ συγγραφή) en treize volumes, prolonge celle de Georges Acropolite et couvre les règnes de Michel VIII (6 premiers volumes) et d’Andronic II Paléologue (7 volumes suivants), dont il fut témoin.
Rapportant l’entrée de Michel VIII à Constantinople, Pachymère insiste surtout sur le caractère accidentel de cette victoire qu’il semble presque déplorer. Il rapporte que l’empereur lui-même ne prit pas part aux célébrations. Presque anéanti par l’ampleur de la tâche à accomplir, il se retira au Grand Palais, plutôt qu’à celui des Blachernes, ce dernier étant « encore rempli d’une épaisse fumée et des feux italiens que les serviteurs du fruste Beaudoin avaient laissé imprégner les murs ». Cette attitude surprenante de la part de l’historien vient peut-être du fait que la reconquête de Constantinople allait infléchir la politique impériale et lui faire délaisser l’Asie Mineure au profit de la partie européenne de l’empire. Né en Asie Mineure, Pachymérès semble avoir conservé une grande affection pour la région de sa naissance. L’abandon de cette région par Michel VIII joint à son usurpation du trône de l’héritier légitime Jean IV Lascaris, à la famille duquel la population d’Asie Mineure était très attachée, explique peut-être l’antipathie de Pachymérès à l’endroit de Michel VIII. Ce sont les thèmes que l’on retrouve, avec l’avancée des Turcs, dans le passage suivant :

« Car l’empereur avait épuisé le trésor et ruiné les finances de l’empire en versant des subsides aux ‘nations’, et il avait écrasé de taxes les populations de ces régions pour trouver de nouvelles ressources. Il pensa sans doute qu’en les privant de biens élémentaires, il affaiblirait leur capacité de résistance, car il les craignait comme étant les plus disposées à se révolter contre lui du fait de leur attachement à la famille des Lascaris et au patriarche Arsène… de telle sorte que les paysans de la Paphlagonie et au-delà, incapables de payer l’impôt en numéraire qu’on exigeait d’eux, désespérèrent d’y parvenir et commencèrent, jour après jour, à passer du côté des Turcs, les considérant comme meilleurs maitres que l’empereur. »

L’allusion au patriarche Arsène est ici liée au destin du jeune Jean IV Lascaris. Au moment de leur couronnement comme coempereurs, le patriarche Arsène avait fait jurer fidélité mutuelle à Michel VIII et à Jean IV et avait exigé qu’advenant un complot d’un des deux coempereurs contre l’autre, la population se révoltât contre l’usurpateur. Lorsque Michel VIII fit aveugler Jean IV encore enfant, il fut excommunié par le patriarche qui fut à son tour déposé, provoquant d’une part un schisme dans l’Église et une rébellion dans la population,.
Hostile à Michel VIII, Pachymérès l’est moins à l’égard de son successeur, Andronic II, peut-être parce que celui-ci, réalisant l’erreur faite en laissant l’Asie Mineure sans défense face au péril turc, corrigea la situation et tenta de se réconcilier avec Jean IV à qui il alla rendre visite dans sa prison de Dakibyze,. Sur le plan religieux, opposé à l’Union de Lyon, Andronic II fit des efforts pour apaiser les Arsénites et ramener la paix dans une Église déchirée. Celle-ci revenue, selon Pachymérès, d’aucuns crurent que Dieu avait frappé d’impuissance tous les ennemis de l’empire.
Malgré ce sursaut d’optimiste, Pachymérès était bien au courant des dangers que faisait courir à l’empire les tribus turques, « Amourioi, Atmanes, Atinai, Alisurai, Mantachiai, Slampaxides, (…) et autres viles créatures aux noms exécrables » dont il décrit les dévastations en Bithynie, Phrygie, Lydie et Asie. Il est du reste le premier historien à mentionner le nom d’Otman, qu’il appelle Atman, dans sa description de la bataille près du Sangarios en juillet 1302,,.
La même année, Andronic II recevait une offre de services venant de Roger de Flor, capitaine de la Grande Compagnie catalane. Malgré la réputation douteuse du mercenaire, Andronic, le dos au mur, accepta et en septembre, Roger de Flor arriva à Constantinople avec 39 navires et 2 500 hommes de troupe. Pachymérès les décrit comme des hommes « qui vendaient chèrement leur vie dans la bataille et qui n’hésitaient pas à la risquer. L’historien consacre de nombreuses pages à leurs exactions le long des côtes de Thrace et de la péninsule de Gallipoli dont la ville fut transformée en marché d’esclaves pour la vente de leurs prisonniers. Rapidement, leur statut passa de celui de protecteurs à celui d’envahisseurs, si bien que le fils d’Andronic II, le coempereur Michel IX, reçut l’ordre de marcher contre eux. L’assassinat de Roger de Flor provoqua la fureur des Catalans, lesquels se mirent à piller la Thrace. Ayant épuisé les ressources du pays, ils décidèrent de le quitter par la Macédoine. C’est à ce point que se termine le récit de Pachymérès :

« Les nouvelles en provenance de l’est sont plutôt meilleures. Les Catalans ont quitté la Thrace et passé la Maritza. On dit qu’ils rentrent dans leur pays, mais aussi qu’ils songent à attaquer le Mont Athos. Leurs chefs sont divisés. Certains ont atteint Kassandreia, d’autres se dirigent vers la Thessalie. Puissent les choses se dérouler selon la volonté de Dieu, et puisse la volonté de Dieu répondre à nos plus hautes espérances et à la confiance que notre empereur place en Lui. »

Le style des Relations historiques est archaïsant : les phrases imitant Homère se mêlent à des discours théologiques dans lesquels se retrouvent mots étrangers et expressions populaires. De plus, Pachymérès insiste pour utiliser des noms de mois grecs antiques là où les autres auteurs utilisent ceux de l’ère chrétienne. À cette absence de clarté se joint le fait que sa chronologie pose certains problèmes,.
Pachymérès sert ultérieurement de source à Nicéphore Grégoras pour les règnes de Michel VIII et d’Andronic II dans son Histoire romaine en 37 livres.

### Autres œuvres
Le Quadrivium (titre grec : Syntagma ton tessaron mathmaton arithmetikes, mousikes, yeometrias kai astronomias) appartient au genre des compilations et encyclopédies, lequel était en vogue depuis l’époque de l’empereur Constantin VII. Contrairement aux ouvrages du même genre écrits aux IXe et Xe siècles, elles rassemblaient un corpus intégral des œuvres écrites dans un domaine, y ajoutant les commentaires postérieurs qui s’y rattachaient. Le Quadrivium réunissait quatre sciences (arithmétique, musique, géométrie et astronomie) qui étaient enseignées dans l’Antiquité après le Trivium (grammaire, logique, rhétorique). Conjointement, ces deux cycles complétaient l’étude des arts libéraux (c’est-à-dire basés sur la pensée) par opposition aux arts pratiques comme la médecine et l’architecture.
Écrit dans un style moins alambiqué que les Relations historiques, le Quadrivium de Pachymérès est une synthèse des études de deuxième cycle en quatre volumes dont chacun correspond à l’une des quatre sciences mentionnées.
Auteur prolifique, s'intéressant à de nombreux sujets y compris la philosophie, la rhétorique, les mathématiques et le droit, Pachymérès est aussi l’auteur de Progymnasmata (προγυμνάσματα) ou Exercices préliminaires de composition destinés à préparer l’étudiant aux gymnasmata ou discours complets déclamés en public. Il écrivit 13 meletai (déclamations) sur la rhétorique, un abrégé d'Aristote, ainsi qu'une paraphrase des œuvres du Pseudo-Denys l'Aréopagite.